# Alba Adriatica
Alba Adriatica es un municipio situado en el territorio de la Provincia de Teramo, en Abruzos (Italia). Se eleva 5 metros sobre el nivel del mar. 

## Demografía
| Gráfica de evolución demográfica de Alba Adriatica entre 1861 y 2011 |
|                                                                      |
| Fuente ISTAT - elaboración gráfica de Wikipedia                      |